# Euchromius micralis
Euchromius micralis là một loài bướm đêm trong họ Crambidae.